# Calea mediterranea
Calea mediterranea là một loài thực vật có hoa trong họ Cúc. Loài này được (Vell.) Pruski mô tả khoa học đầu tiên năm 2005.